# جوزيبي دي فيتوريو
جوزيبي دي فيتوريو (بالإيطالية: Giuseppe Di Vittorio)‏ هو نقابي وسياسي إيطالي، ولد في 11 أغسطس 1892 في تشيرينيولا في إيطاليا، وتوفي في 3 نوفمبر 1957 في ليكو في إيطاليا بسبب نوبة قلبية. حزبياً، نشط في الحزب الشيوعي الإيطالي. وقد انتخب member of the Chamber of Deputies of the Kingdom of Italy ‏ وانتخب member of the Constituent Assembly of Italy ‏ وانتخب عضو مجلس النواب في الجمهورية الإيطالية.

## وصلات خارجية
- جوزيبي دي فيتوريو على موقع مونزينجر (الألمانية)